# Odensjö socken
Odensjö socken i Småland ingick i Sunnerbo härad i Finnveden, ingår sedan 1971 i Ljungby kommun och motsvarar från 2016 Odensjö distrikt i Kronobergs län.
Socknens areal är 115,53 kvadratkilometer, varav land 77,15. År 2000 fanns här 317 invånare. Kyrkbyn Odensjö med sockenkyrkan Odensjö kyrka ligger i socknen. 

## Administrativ historik
Odensjö socken har medeltida ursprung. 
Vid kommunreformen 1862 övergick socknens ansvar för de kyrkliga frågorna till Odensjö församling och för de borgerliga frågorna till Odensjö landskommun. Landskommunen uppgick sedan 1952 i Lidhults landskommun som sedan i sin tur 1971 uppgick i Ljungby kommun.
1 januari 2016 inrättades distriktet Odensjö, med samma omfattning som församlingen hade 1999/2000. 
Socknen har tillhört samma fögderier och domsagor som Sunnerbo härad. De indelta soldaterna tillhörde Kronobergs regemente, Ljungby kompani.

## Geografi
Odensjö socken begränsas i öster av Bolmen, i väster av Unnen, i norr av Unnens utlopp i Bolmen vid Önne, och i söder av obebodda skogar och mossar mot Vrå socken. Naturen präglas av skog och mossar och relativt hög nederbörd. Jordbruksmarken är karg men ändå tacksammare att bruka än de mer frostbenägna på Småländska höglandet eller de mer torra och fattiga i Värend
I socknen finns två naturreservat, Hästhultsskogen och Rocknenområdet.
Från norr till söder går en landsväg som förbinder kyrkbyn med Unnaryd i norr och Vrå, och Lidhult i söder. Öst västligt i södra delen av socknen går huvudvägen mellan Lidhult och Ljungby, som i stort sett följer den gamla nu nedlagda järnvägen, Halmstad–Bolmens järnväg
Förutom kyrkbyn och den tidigare stationsorten Åsen så är bebyggelsen samlad i små jordbruksbyar.

## Historia

### Fornminnen
En hällkista från stenåldern är funnen vid kyrkan. Gravrösen från bronsåldern finns vid norr om Torarp och vid Vret. Flera järnåldersgravfält finns i socken, bland annat den så kallade Odens grav i Odensjö. En offerkälla, Odens källa finns söder om kyrkbyn och en runristning är tidigare noterad i kyrkan.

### Tiden fram till 1800-talet
Bolmen med Bolmsö var under förhistorisk tid det samlande området i folklandet Finnveden som inte minst syns av namnet på omkringliggande härader (Västbo, Östbo och Sunnerbo) och också visas av att medeltidskungarnas kontrollerande borg Piksborg anlades vid utloppet. Odensjö socken med sitt läge vid Bolmen blev också vid kristendomens införande ett pastorat för de längre från Bolmen liggande socknarna Vrå och Lidhult.
Socknen drabbades, som andra delar av Finnveden, av Nordiska sjuårskriget på 1500-talet och fick se både gårdar och prästgård nedbrända och sin präst dödad av soldater.
Inflytande från stormaktstidens svenska ståndssamhälle är i stort sett obefintligt. Sockens ägande fortsatte att domineras av skattehemman, och något boende av ståndspersoner finns inte att uppvisa, förutom att Erik XIV:s oäkta dotter (tillsammans med frillan Agda Persdotter) Virginia Eriksdotter gifte sig med Håkan Knutsson Hand som ägde sätesgården Björkenäs någon kilometer utanför kyrkbyn.

### Från 1800-talet till nutid
Under 1800-talet påverkades de boende i socknen av schartauanismen men både frikyrkorörelsen och emigrationen till USA hade förhållandevis liten inverkan på socknens invånare.
Anläggande av Halmstad-Bolmens järnväg 1889 hade stor betydelse. Byarna Åsen och Byholma i södra sockendelen (Byholma ligger dock till större delen i Annerstads socken) blev stationer vid järnvägen och drog till sig småindustri och affärer. Kyrkbyn Odensjö kom att ligga vid sidan av den nya tiden och blev snabbt distanserad som traktens centralort av Lidhult, grannsocknens kyrkby som också låg vid järnvägen och nu kunde påbörja en expansion.
Befolkningen var vid sekelskiftet 1900 runt 1000 personer för att sedan runt 1970 sjunkit till cirka 300. Därefter har utflyttningen avstannat och till del förbytts i inflyttning, då flera bosatt sig i socknen för att få tillgång till sjöar och natur samtidigt som de inom pendelavstånd kan nå arbetsplatser i orter som Ljungby, Hyltebruk och Lidhult.

## Näringar
Förutom jordbruk har den främsta näringen varit skogsbruk. I socknen har det också funnits flera sågverk. Även en eller två större torvtäkter har funnits. Idag finns också vissa näringar kopplade till turism, som stuguthyrning och camping. En monteringsfabrik finns sedan 2002 i kyrkbyn.

## Namnet
Namnet (1389 Odhinsredh), taget från kyrkbyn, har förledet som kan betyda 'den åt Oden helgade sjön' eller också är den genitiv av gudanamnet Oden. Efterledet var ryd, röjd mark. Redan 1463 kallades orten och socknen Odensjö.

### Fotnoter
1. 1 2 3  Svensk Uppslagsbok andra upplagan 1947–1955: Odensjö socken
2. 1 2  Harlén, Hans; Harlén Eivy (2003). Sverige från A till Ö: geografisk-historisk uppslagsbok. Stockholm: Kommentus. Libris 9337075. ISBN 91-7345-139-8
3. ↑  Administrativ historik för Odensjö socken (Klicka på församlingsposten). Källa: Nationella arkivdatabasen, Riksarkivet.
4. ↑  Rotar för Ljungby kompani i Odensjö socken (privat webbplats)
5. 1 2  Sjögren, Otto (1931). Sverige geografisk beskrivning del 2 Östergötlands, Jönköpings, Kronobergs, Kalmar och Gotlands län. Stockholm: Wahlström & Widstrand. Libris 9939
6. 1 2 3  Nationalencyklopedin
7. ↑  ”Odens källa på PlatsR”. Arkiverad från originalet den 2 augusti 2016. https://web.archive.org/web/20160802162315/http://www.platsr.se/platsr/visa/plats/id/51000000063020. Läst 20 oktober 2012.
8. ↑  Fornlämningar, Statens historiska museum: Odensjö socken
9. ↑  Fornminnesregistret, Riksantikvarieämbetet: Odensjö socken Fornminnen i socknen erhålls på kartan genom att skriva in sockennamn (utan "socken") i "Ange geografiskt område"
10. ↑  Historia om Odensjö
11. ↑  Odensjo.nu Sockenrådets webbplats